# Jaroslav Hübl
Jaroslav Hübl (* 29. prosince 1982, Chomutov) je český hokejový brankář, odchovanec HC Litvínov, naposledy působící v nižší německé lize v týmu Blue Devils Weiden, předtím působil v finské elitní soutěži v klubu Ilves Tampere, kam odešel v rámci výměny ze švýcarského SCL Tigers. Působil také v české nejvyšší soutěži za BK Mladá Boleslav, HC Litvínov a HC Dynamo Pardubice.

## Hráčská Kariéra
- 1999-2000 HC Benzina Litvínov (E-jun.)
- 2000-2001 HC Benzina Litvínov (E-jun.)
- 2001-2002 HC Most (2. liga), HC Benzina Litvínov (E-jun.)
- 2002-2003 HC Benzina Litvínov a (E-jun.)
- 2003-2004 KLH Chomutov a HC Kometa Brno (1. liga), HC Most (2. liga)
- 2004-2005 SK Kadaň (1. liga)
- 2005-2006 HC Benzina Litvínov, SK Kadaň (1. liga)
- 2006-2007 HC Benzina Litvínov, SK Kadaň (1. liga), HC Servette Ženeva (Švýcarská hokejová liga)
- 2007-2008 HC Benzina Litvínov
- 2008-2009 HC Benzina Litvínov, HC Davos (NLA)
- 2009-2010 HC Benzina Litvínov
- 2010-2011 HC Benzina Litvínov
- 2011-2012 BK Mladá Boleslav (hostování z HC Verva Litvínov)
- 2012-2013 SCL Tigers (Švýcarská hokejová liga), Ilves Tampere (Finská hokejová liga)
- 2013-2014 HC Bolzano (Rakouská hokejová liga) - mistr ligy [1]
- 2014-2015 HC Bolzano (Rakouská hokejová liga)
- 2015-2016 HC Bolzano (Rakouská hokejová liga)
- 2016-2017 HC Dynamo Pardubice, HC Most ( 1. česká hokejová liga), HC Verva Litvínov
- 2017-2018 Fischtown Pinguins
- 2018-2019 Fischtown Pinguins
- 2019-2020 EV Landshut
- 2020-2021 EV Landshut
- 2021-2022 Blue Devils Weiden
- 2022-2023 Blue Devils Weiden
- 2023-2024 Blue Devils Weiden

## Reprezentace
V Před MS 2010 odchytal za Českou reprezentaci 2 zápasy. Poté se už v reprezentaci nepředstavil.